# Regione di Pinsk
La regione di Pinsk (in bielorusso: Пінская вобласць, in russo: Пинская Область) fu una regione della Repubblica Socialista Sovietica Bielorussa istituita il 4 dicembre 1939, dopo l'annessione della Bielorussia Occidentale nella RSS Bielorussia avvenuta il mese precedente. La regione aveva per capoluogo la città di Pinsk, contava 533.600 persone e si estendeva su una superficie di 16.300 km². 
La regione comprendeva 11 distretti:
- Hantsavitski
- Davyd-Haradotski
- Drahichynski
- Zhabchytski
- Ivanauski
- Lahishynski
- Lyeninski
- Luninyetski
- Pinski
- Stolinski
- Cyelyekhanski

oltre a quattro città: Pinsk, Davyd-Haradok, Lunintyets e Stolin
L'8 gennaio 1954, in seguito alla riforma amministrativa della RSS Bielorussa, la regione fu incorporata nella regione di Brėst.